# ريك سوينسون
ريك سوينسون (بالإنجليزية: Rick Swenson)‏ هو سائق زلاجة ‏ أمريكي، ولد في 10 ديسمبر 1950 في ويلمر في الولايات المتحدة.

## وصلات خارجية
- ريك سوينسون على موقع سباق إديتارود تريل لزلاجات الكلاب (الإنجليزية)
- ريك سوينسون على موقع قاعة ألاسكا للمشاهير الرياضية (الإنجليزية)